# Оттоб'яно
Оттоб'яно (італ. Ottobiano) — муніципалітет в Італії, у регіоні Ломбардія, провінція Павія.
Оттоб'яно розташований на відстані близько 470 км на північний захід від Рима, 45 км на південний захід від Мілана, 26 км на захід від Павії.
Населення — 1121 особа (2014).
Покровитель — S. Michele.

## Демографія
Населення за роками:

Станом на 1 січня 2023 року в муніципалітеті офіційно проживали 103 іноземці з 20 країн, серед них 49 громадян країн Євросоюзу та 3 громадяни України.

## Сусідні муніципалітети
- Феррера-Ербоньйоне
- Ломелло
- Сан-Джорджо-ді-Ломелліна
- Тромелло
- Валеджо